# Delphinium
Delphinium (L., 1753) è un genere di piante appartenente alla famiglia delle Ranunculaceae, diffuso in tutti i continenti ad eccezione di America meridionale e Oceania.
Conta circa 500 specie erbacee tra annuali, biennali e perenni, alte da 50 cm a oltre due metri a seconda della specie. Hanno fiori in una lunga spiga, colorati in varie tonalità brillanti, che negli ibridi possono essere doppi o semidoppi. Molte delle specie sono note volgarmente con il nome di speronella o spron di cavaliere.
Le specie annuali coltivate come piante ornamentali nei giardini o industrialmente per la produzione del fiore reciso, sono generalmente ibridi e varietà di due specie spontanee la D. ajacis e la D. consolida, a fiori semplici o doppi portati da infiorescenze formate da una lunga spiga compatta; hanno colori brillanti delle varie tonalità di bianco,  rosa, celeste, blu, lilla e viola
I Delphinium perenni sono specie interessanti per la floricoltura e il giardinaggio e si prestano per formare aiuole e bordure, per decorare tappeti erbosi; o industrialmente per la produzione del fiore reciso. 
Gli ibridi e le varietà a fiore semplice o doppio, precoci o tardive, con corolle blu, viola, azzurre, bianche, rosa, rosse ed anche gialle, sono stati ottenuti incrociando una specie spontanea delle nostre Alpi il D. elatum con alcune specie esotiche come il D. grandiflorum il D. formosum, etc.

## Tassonomia
Descritto per la prima volta nel 1753 da Linneo nel suo Species Plantarum come composto da sole 6 specie, attualmente all'interno del genere Delphinum ne sono incluse circa 500.
È un genere ancora non stabilmente determinato in quanto, col progredire degli studi filogenetici, solo dal 2011 sono qui nuovamente inclusi i generi soppressi Consolida (Gray, 1821) e Aconitella (Spach, 1838), mentre alcune specie sono state separate a creare i generi, inclusi nella tribù Delphinieae, di Pseudodelphinium (H.Duman, Vural, Aytaç & Adigüzel, 2012) e Gymnaconitum ((Stapf) Wei Wang & Z.D.Chen, 2013), oltre che Aconitum.

## Coltivazione

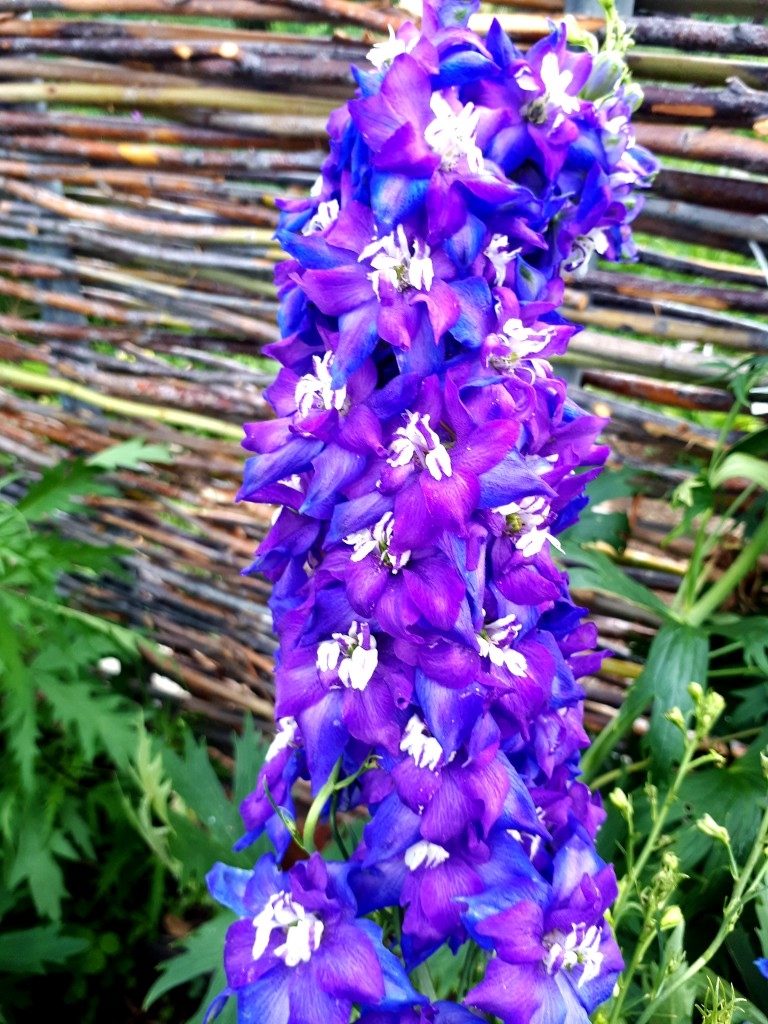
Delphinium. Siberia orientale

Le specie annuali preferiscono posizioni soleggiate, con terreno ricco di sostanze organiche, neutro poco calcareo.
Si seminano all'inizio della primavera nelle zone con inverni rigidi (con risultati poco brillanti), o preferibilmente in autunno, per la fioritura nella primavera successiva.
I Delphinium perenni prediligono i climi freddi in posizione soleggiata o a mezzo-sole, non sopportano le estati torride del Sud Italia, la zona ideale per queste piante è la regione dei laghi prealpini e gli Appennini, dove il periodo estivo è piovoso con temperature non troppo elevate.
Richiedono terreno neutro o leggermente acido, fresco nel periodo vegetativo, privo di calcio, ben drenato e con abbondante concimazione organica.
Si moltiplicano per seme, divisione dei cespi o per talea dei getti.
La semina nelle zone meno rigide viene fatta prima dell'autunno subito dopo la maturazione delle capsule, nelle zone con inverni molto rigidi si rimanda la semina alla primavera successiva con fioritura nello stesso anno.
La moltiplicazione delle varietà, per via agamica con la divisione dei cespi o talea, va effettuata in primavera con getti di 10–15 cm di lunghezza.
Le specie perenni dopo 2-3 anni di produzione vanno sostituite, pena lo scadimento qualitativo.

### Avversità
- Le temperature torride associate alla siccità danneggiano gravemente le specie perenni
- L'eccesso di ristagno idrico provoca il marciume radicale
- I Delphinium sono molto sensibili all'attacco dell'Oidio, che provoca danni ingenti alla vegetazione compromettendo la fioritura, si consiglia pertanto di utilizzare cultivar resistenti.